# Ternate (Cavite)
Ternate (Bayan ng Ternate) är en kommun i Filippinerna. Kommunen ligger på ön Luzon, och tillhör provinsen Cavite. Folkmängden uppgår till 19 297 invånare.
Ternate är indelat i 10 barangayer.